# Премія імені Павла Штепи
Премія імені Павла Штепи — міжнародна недержавна нагорода, заснована у 2025 році благодійним фондом «Ми допомагаємо Україні» для вшанування осіб, які роблять вагомий внесок у збереження й розвиток української національної ідентичності, культури, духовності та свободи.

## Історія заснування
Премія названа на честь українського мислителя, історика і публіциста Павла Штепи (1900–1980), автора праць «Московія» та «Мафія і Україна», в яких аналізуються ментальні та історичні відмінності між Україною і росією, а також загрози московського імперіалізму.
Ініціатором створення премії став Ігор Шмигін,  громадський діяч, голова фонду «Ми допомагаємо Україні». Ідея премії — підтримати нове покоління творців, мислителів, митців і спортсменів, які працюють на ідеологічному фронті заради вільної України.

## Мета
Метою премії є:
-популяризація правдивої української історії;
-підтримка молодих і зрілих талантів, що відстоюють українську державність;
-формування сучасної української гуманітарної еліти;
-поширення праць Павла Штепи, зокрема англомовного видання книги «Московія».
Номінації
Премія вручається в таких категоріях:
Мистецтво — живопис, поезія, музика, театр тощо;
Журналістика — друковані та електронні ЗМІ, репортажі, розслідування;
Література — проза, есеїстика, дослідження;
Релігійна діяльність — просвітництво, духовне служіння;
Спорт — за приклад мужності, патріотизму та підтримки національної ідеї.

## Символіка
Нагрудний знак премії виконаний у стилі державної нагороди. У центрі розташована емблема фонду — серце в долонях у кольорах українського прапора, що символізує милосердя, любов до Батьківщини та жертовність. Елементами композиції також є книга, герб України та лаврове гілля.

## Співзасновники
До співзасновників премії входять:
благодійні фонди та меценати з України та діаспори;
вищі навчальні заклади та наукові установи;
громадські, культурні та релігійні організації.
Офіційний сайт фонду «Ми допомагаємо Україні» [wehelpukraine.org] (у розробці) Павло Штепа. Московія. Торонто, 1970.
Новини про створення премії в українських та діаспорних ЗМІ (очікуються посилання).

## Лауреати
2025 рік
- Мартинюк Сергій Якович— письменник, учасник оборони Києва;[2]
- Москаленко Віталій Анатолійович — Надзвичайний і Повноважний Посол України, публіцист;[3]
- Гульсум Халілова — журналістка, головна редакторка телеканалу ATR;
- Огризко Володимир Станіславович — Надзвичайний і Повноважний Посол України;
- Дрібниця Віталій Олександрович — історик і блогер;
- Куйбіда Василь Степанович — літератор;
- Санін Олесь Геннадійович — кінорежисер;
- Нищук Євген Миколайович — генеральний директор Національного драматичного театру імені Івана Франка.